# Bolboleaus propinquus
Bolboleaus propinquus är en skalbaggsart som beskrevs av Henry Fuller Howden 1985. Bolboleaus propinquus ingår i släktet Bolboleaus och familjen Bolboceratidae. Inga underarter finns listade.